# Synaptura
A Synaptura a csontos halak (Osteichthyes) főosztályának a sugarasúszójú halak (Actinopterygii) osztályába, ezen belül a lepényhalalakúak (Pleuronectiformes) rendjébe és a nyelvhalfélék (Soleidae) családjába tartozó nem.

## Rendszerezésük
A nembe az alábbi 7 faj tartozik:
- Synaptura albomaculata Kaup, 1858
- Synaptura cadenati Chabanaud, 1948
- Synaptura commersonnii (Lacepède, 1802)
- Synaptura lusitanica de Brito Capello, 1868
- Synaptura marginata Boulenger, 1900
- Synaptura megalepidoura (Fowler, 1934)
- Synaptura salinarum (Ogilby, 1910)